# Estación Alférez San Martín
Alférez San Martín era una estación de ferrocarril ubicada en la localidad de Alférez San Martín, Partido de Bahía Blanca, Provincia de Buenos Aires, Argentina.
Fue construida por el Ferrocarril Buenos Aires al Pacífico en del año 1905, estaba habilitada tanto para pasajeros como para cargas y hacienda. 
Es una construcción sólida, de ladrillo a la vista y techo de chapa a dos aguas, con un alero de chapa y madera hacia las vías, con tirantes de madera que lo sostienen. La carpintería es de madera, tiene una chimenea también de ladrillo visto en uno de sus costados.
Originalmente se llamó "Cacique Venancio" y su posterior denominación recuerda al Alférez  Pedro San Martín.

## Servicios
Pertenece al Ferrocarril General Roca en su ramal entre Darregueira hasta Bahía Blanca.
No presta servicios de pasajeros desde 1978, sin embargo por sus vías corren trenes de carga, a cargo de la empresa Ferroexpreso Pampeano.